# Pedro Ordis Bonal
Pedro Ordis y Bonal (1847 - Crespiá, 1903) fue un abogado, propietario y político español. Fue diputado provincial de Gerona y una de las personas más destacadas del partido tradicionalista en esa ciudad de finales del siglo XIX. Inspiró la obra del puente de Esponellá. En los viñedos de su propiedad en Crespiá practicó la viticultura americana y llevó a la práctica medidas para la reconstrucción del viñedo destruido por la filoxera. Fue abuelo de Pedro Ordis Llach, alcalde de Gerona entre 1957 y 1966. Falleció en su casa solariega de Crespiá.